# Pseudobagrus
Pseudobagrus är ett släkte av fiskar. Pseudobagrus ingår i familjen Bagridae.

## Dottertaxa tillPseudobagrus, i alfabetisk ordning[1]
- Pseudobagrus adiposalis
- Pseudobagrus albomarginatus
- Pseudobagrus analis
- Pseudobagrus aurantiacus
- Pseudobagrus brachyrhabdion
- Pseudobagrus brevianalis
- Pseudobagrus brevicaudatus
- Pseudobagrus emarginatus
- Pseudobagrus eupogoides
- Pseudobagrus fui
- Pseudobagrus gracilis
- Pseudobagrus henryi
- Pseudobagrus hoi
- Pseudobagrus hwanghoensis
- Pseudobagrus kaifenensis
- Pseudobagrus koreanus
- Pseudobagrus kyphus
- Pseudobagrus medianalis
- Pseudobagrus mica
- Pseudobagrus microps
- Pseudobagrus nubilosus
- Pseudobagrus omeihensis
- Pseudobagrus ondon
- Pseudobagrus pratti
- Pseudobagrus ransonnettii
- Pseudobagrus rendahli
- Pseudobagrus sinyanensis
- Pseudobagrus taeniatus
- Pseudobagrus taiwanensis
- Pseudobagrus tenuifurcatus
- Pseudobagrus tenuis
- Pseudobagrus tokiensis
- Pseudobagrus trilineatus
- Pseudobagrus truncatus
- Pseudobagrus wangi
- Pseudobagrus virgatus
- Pseudobagrus wittenburgii